# Конституционный референдум в Кыргызстане (1996)
Конституционный референдум прошел 10 февраля 1996 года. Был задан вопрос: «Одобряете ли вы закон Кыргызской Республики „О внесении изменений и дополнений в Конституцию Кыргызской Республики“, Проект который был опубликован в Указе Президента Кыргызской Республики 3 января 1996 г?»
Был поддержан 98,6 % голосов с явкой 96,6 %.

## Результаты
| Выбор                    | Голоса    | %    |
| ------------------------ | --------- | ---- |
| За                       | 2,125,972 | 98.6 |
| Против                   | 31,085    | 1.4  |
| Недействительных голосов | 20,934    | -    |
| Всего                    | 2,177,991 | 100  |
| Источник: Nohlen et al.  |           |      |